# استان‌های بولیوی

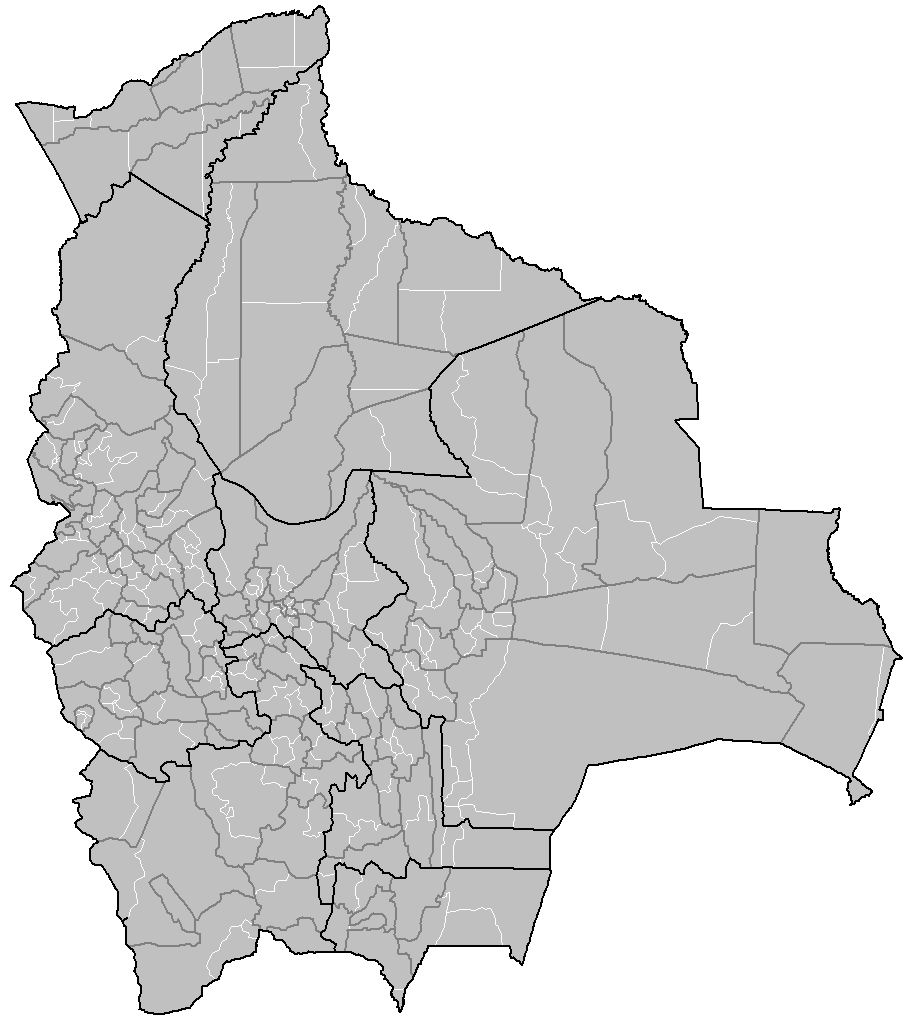
استان‌های بولیوی

یک استان دومین زیرمجموعه بزرگ اداری پس از بخش در بولیوی است. هر بخش به استان تقسیم شده‌است. در مجموعه ۱۱۲ استان وجود دارد.
استان‌های بولیوی خود به ۳۳۷ شهرداری تقسیم می‌شوند.